# Бегоунек, Франтишек
Фра́нтишек Бе́гоунек (чеш. František Běhounek; 27 октября 1898, Прага — 1 января 1973, Карловы Вары) — учёный-радиолог, физик, доктор наук (1956), член АН Чехословацкой социалистической республики (1960). Основные научные исследования посвящены ядерной физике, радиологии и дозиметрии. Также известен как автор научно-популярной и художественной литературы.

## Биография
Учился в Пражском и Парижском университетах. В Париже учился в лаборатории Марии Кюри, интересовался радиоактивностью. Вернулся в Прагу из Парижа в 1922 году. При поддержке М. Кюри организовал институт радиологии. Почти год занимался научной работой на урановых шахтах в Яхимове. Занимался электричеством и радиоактивностью атмосферы. В 1926 году принимал участие в экспедиции Руаля Амундсена к Северному полюсу на дирижабле «Норвегия» (к полюсу не летал, работал на Шпицбергене).

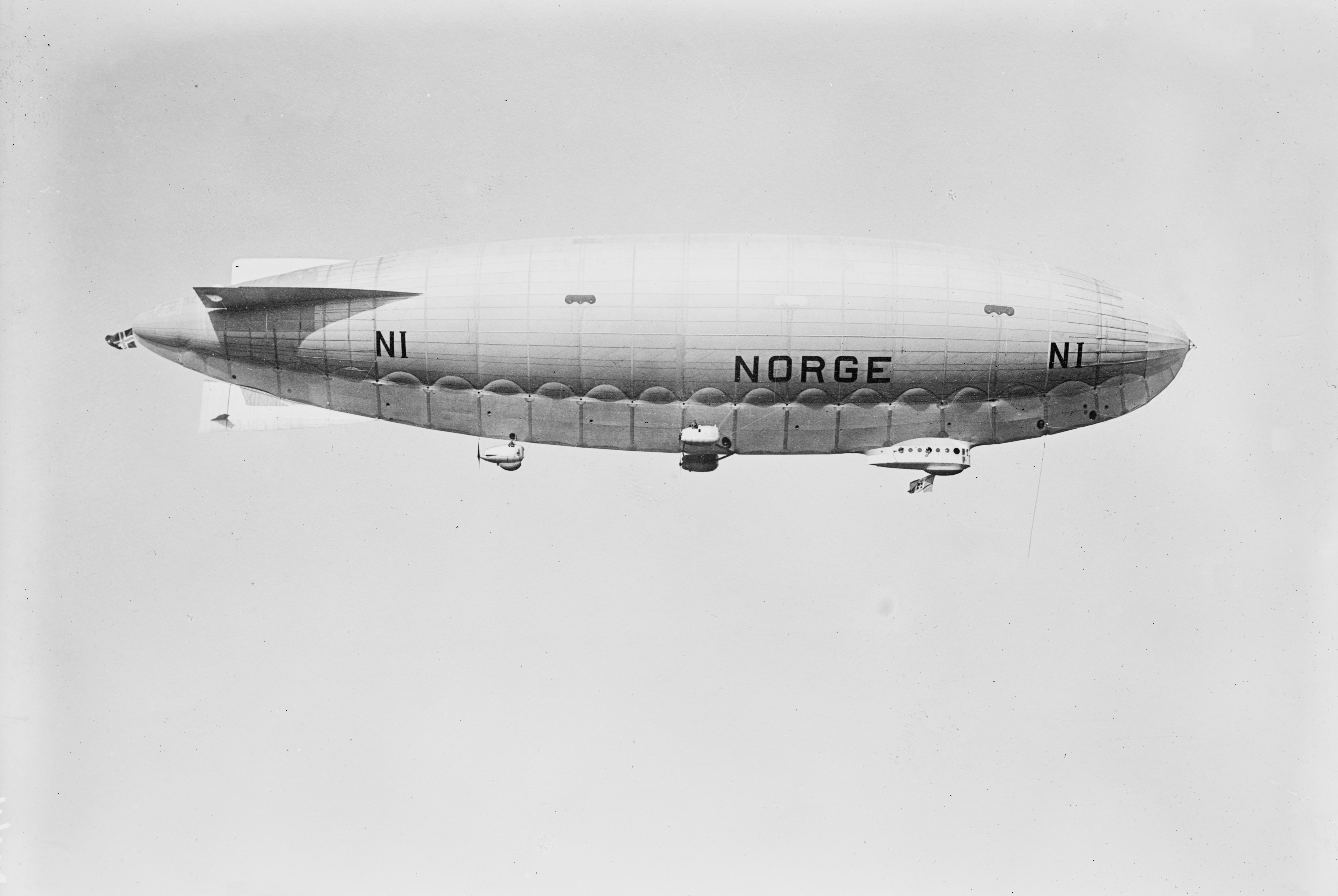
Дирижабль N-1 «Norge»

В 1928 году участвовал в возглавленной Умберто Нобиле экспедиции на Северный полюс на дирижабле «Италия», после аварии дирижабля вместе с другими членами экипажа дрейфовал на льдине в «красной палатке» и был спасён советским ледоколом «Красин». Пережитые драматические события он изложил в книгах «Семь недель в полярных льдах» и «Трагедия в Ледовитом океане (Дирижабль на Северном полюсе)».
В 1933—1954 гг. — на научной работе в институтах Праги. С 1954 г. — профессор Чешского технического университета, с 1951 г. — заведующий Институтом онкологии, с 1956 г. — заведующий отделом дозиметрии ионизирующего излучения Института ядерной физики АН ЧССР. С 50-летнего возраста по приглашению министерства иностранных дел сотрудничал в ЮНЕСКО.
Автор книги «Трагедия в Ледовитом океане (Дирижабль на Северном полюсе)» и других книг и публикаций.
В советско-итальянском фильме Михаила Калатозова «Красная палатка» (1969) роль Франтишека Бегоунека исполнил Юрий Визбор.

## Сочинения
- Бегоунек Ф. Трагедия в Ледовитом океане / Ф. Бегоунек; Авториз. пер. с чеш. Л. К. Фрчек; Вступ. ст. и общ. ред. Я. Я. Гаккеля, послесл. М. Гануша.. — М.: Изд-во иностр. лит., 1962. — 296 с.